# Notoligotrichum angulatum
Notoligotrichum angulatum là một loài Rêu trong họ Polytrichaceae. Loài này được (Cardot & Broth.) G.L. Sm. mô tả khoa học đầu tiên năm 1971.